# Oosterhout
Oosterhout  è una municipalità dei Paesi Bassi di 54 164 abitanti situata nella provincia del Brabante Settentrionale.